# Mozo danza

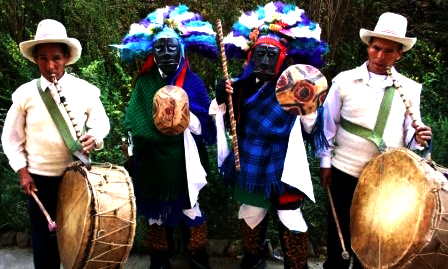
Danzatori di mozo danza accompagnati dai musicisti.

La mozo danza o corpus danza è una danza rituale guerriera preincaica originaria del distretto di Chacas ed estesa alle province di Asunción, Huari e Antonio Raymondi, nel dipartimento peruviano di Ancash. La sua pratica era originariamente legata al calendario agricolo e dedicata al culto del sole.
Nel corso della storia la danza ha subito delle variazioni a seconda del contesto geografico e culturale in cui si è sviluppata, originando due diverse forme praticate rispettivamente nella provincia di Asunción e in quella di Huari. La prima è eseguita da una coppia di ballerini, accompagnati da un solo musicista che suona il tamburo e il flauto verticale; nella seconda, invece, quattro coppie di ballerini sono accompagnate da due musicisti. La danza viene eseguita durante la festività del Corpus Domini.
Nel 2009 la mozo danza, nella variante di Asunción, è stato dichiarato “patrimonio culturale immateriale del Perù”.

## Storia

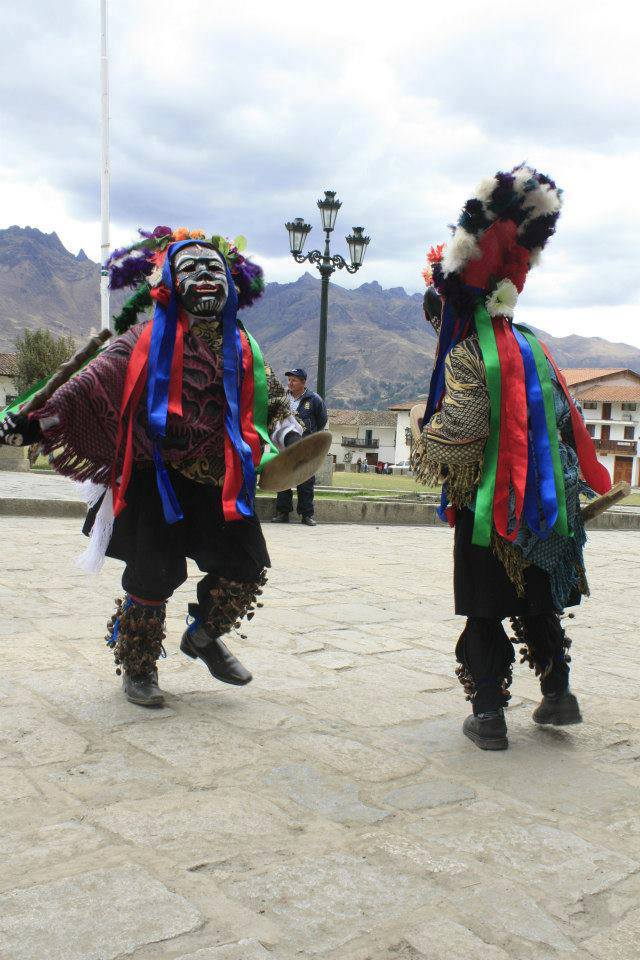
Esecuzione della mozo danza

Secondo la storica Maria Amez Márquez, la danza ebbe origine dalla narrazione tradizionale di lotte sostenute da gruppi di agricoltori (ayllu) che possedevano luoghi, oggetti o animali sacri (huaca), adorati per mezzo di rituali che avevano per protagonisti particolari sacerdoti (huacones).  Amez ipotizza che la coppia di danzatori mascherati derivi dalla rappresentazione degli dei della cultura huari: Llacsa Guari e il gemello Tuqtu o Ascay Guari. La danza sarebbe la narrazione musicale del mito della nascita del dio solare huari. I fratelli gemelli, opposti e complementari, rappresentavano la dualità del mondo andino, ricorrente nelle culture precolombiane: il giorno e la notte, la vita e la morte, il freddo e il caldo. I danzatori sarebbero stati in principio gli stessi sacerdoti, impegnati nelle cerimonie di adorazione ai propri dei.
Nella provincia di Asunción, ogni figurante della mozo danza rappresenta un gruppo di abitanti.
La rappresentazione avviene durante i giorni del Corpus Domini. I danzatori arrivano all'alba della vigilia della festa, accompagnando le immagini del santo patrono; nella fase successiva danno luogo ad una battaglia simulata, nella quale ognuno dà prova della sua abilità nelle movenze. Con il ritorno delle effigi dei santi nelle rispettive chiese la rappresentazione termina il giorno della celebrazione della festività cristiana.